# Шундик, Николай Елисеевич
Никола́й Елисе́евич Шу́ндик (30 июля 1920, Хабаровский край, Дальневосточная республика — 16 февраля 1995, Москва) — советский писатель, главный редактор журнала «Волга», директор издательства «Современник», член Союза писателей СССР (с 1949 года), член ВКП(б) (с 1946 года).
Литературной деятельностью начал заниматься с начала 1940-х годов. Свои первые шаги на этом поприще начал с публикаций небольших литературных зарисовок о фольклоре чукотского народа в местной периодической печати. Позже его краткие очерки печатались в региональном журнале «Дальний Восток», а в конце 1940-х в журнале «Смена» был опубликован его первый рассказ. В 1952 году вышел в свет первый из десятка романов писателя.
Произведения Николая Шундика, по оценкам современников, создают объёмную картину жизни окружавших автора людей и дают читателю возможность осмыслить традиции их национальной культуры, они охватывают широкий круг актуальных проблем социалистических преобразований на Чукотке (эта тема стала одной из главных в творчестве писателя), жизни дальневосточной деревни, людей рязанской и поволжской земель, они сыграли видную роль в развитии русской и национальной литературы Поволжья и Крайнего Севера. Самым знаковым в творчестве писателя считается роман «Белый шаман», отмеченный Государственной премией РСФСР имени М. Горького. Ряд произведений Николая Шундика был переведён на иностранные языки (белорусский, латышский, хинди).

## Биография
Николай Елисеевич Шундик родился 30 июля 1920 года в деревне Михайловка (нынешнего Района имени Лазо). Был старшим ребёнком в многодетной крестьянской семье, у него было два брата и четыре сестры. Дед Николая по отцовской линии, Шундич, серб по национальности, выходец с Балкан, был кузнецом. Его дети в начале Столыпинских аграрных реформ переехали на Дальний Восток, революцию 1917 года встретили в уже Хабаровском крае и в гражданскую войну воевали в Красной гвардии.
В 1936 году Николай окончил семилетнюю школу, затем в 1939 году Хабаровское педагогическое училище, и по комсомольской путёвке уехал на Чукотку, где в Чаунском районе семь лет проработал учителем. Вёл большую просветительскую работу среди коренного населения, много ездил по тундре; познакомился с чукотским языком, многое узнал о быте и нравах аборигенов края; собирал произведения местного фольклора, публиковал их в местной периодической печати, сочинил на чукотском языке несколько пьес-агиток. Первые шаги Шундика на литературном поприще поддержал тогда секретарь Чаунского райкома партии Н. Ф. Пугачёв. Ранние публикации Шундика, по мнению советского критика В. Васильева, несмотря на ценность правдивого описания жизни на Чукотке в 1940-е годы, были ещё литературно незрелыми, скорее ученическими пробами пера. Одновременно с публицистикой он пробовал свои силы в поэтическом жанре, — его первое стихотворение было напечатано в 1939 году в газете «Тихоокеанский комсомолец».
В 1946 году вернулся в Хабаровск, вступил в ВКП(б). Год проработал учителем, после чего поступил на факультет русского языка и литературы Хабаровского пединститута. После его окончания Николай Елисеевич стал работать в редакции журнала «Дальний Восток», в котором ещё в 1948 году был опубликован его очерк «На краю земли советской», лёгший в основу повести «На земле Чукотской» (1949), считающейся первой наиболее значимой работой писателя. В том же году его рассказ «Гибель каменного человека», опубликованный в журнале «Смена», получил первую премию в конкурсе «За лучший рассказ о молодёжи», проведённый журналом. Годом позже Николай Елисеевич Шундик был принят в Союз писателей СССР.
В 1952 году стал преподавать в одной из хабаровских школ. Тогда же увидело свет его первое крупное произведение — повесть «На Севере Дальнем», за которую он получил первую премию на конкурсе Министерства просвещения РСФСР за лучшую детскую книгу — в 1950-е годы повесть неоднократно переиздавалась. В том же году в журнале «Октябрь» был опубликован его роман «Быстроногий олень», получивший популярность у читателей, а также тепло был встречен критиками (Ю. Лукин, А. Макаров). В нём рассказывается о жизни в условиях Крайнего Севера, традиционном быте оленеводов и охотников, становлении Советской власти на Чукотке, самоотверженном труде местных жителей в годы Великой Отечественной войны. После публикации этого произведения жанр роман на десятилетия стал основным для писателя.
С 1955 по 1957 годы Шундик учился на Высших литературных курсах, слушателями которых в то же время были Михаил Алексеев, Ион Друцэ, Дмитрий Ковалёв, Семён Данилов и Николай Доризо. По их окончании переехал в Рязань, где жил до 1965 года, возглавляя местный Союз писателей; активно участвовал в общественной жизни, публиковал статьи, заметки, рецензии и интервью в городской печати. В этот же период им были написаны пьесы «Одержимая» и «Солнечные струны».
В 1961 году опубликовал написанный на рязанском материале роман «Родник у берёзы». Осмысливая в романе решения XX съезда КПСС, автор не призывал рассматривать их как призыв к переписыванию отечественной истории и переоценке ранее декларировавшихся и пропагандируемых ценностей. Позднее роман был переиздан в Саратове под названием «Червонная соль». В том же году вышла повесть «С красной строки», материалом для которой послужили воспоминания из его дальневосточного периода жизни, поднимающая вопросы воспитания подрастающего поколения. В его «рязанский» период жизни в области проходил «рязанский эксперимент» по троекратному увеличению производства животноводческой продукции, который оказался авантюрой и закончился лишением звания Героя Социалистического труда и самоубийством первого секретаря рязанского обкома КПСС А. Н. Ларионова. Позже эта история легла в основу его нового романа «В стране синеокой». Работа над ним продолжалась несколько лет, первая редакция была подготовлена к 1970 году, доработанное издание вышло в свет в 1973 году. В 1979 году роман получил новое название — «Зарок».
С середины 1950-х годов Шундик выступал как и драматург. Его первая пьеса, «Сигнальный костер» (1955; известна также под названием «Двенадцать спутников»), была поставлена на сценах ряда театров СССР, а в 1961 году экранизирована на студии «Арменфильм». Следующей пьесой стала «Золотой парень» (1959 год). В начале 1960-х в Рязанским областным драматическим театром были поставлены его пьесы «Одержимая» и «Солнечные струны». Эти постановки шли также и в Рязанском театре юного зрителя. Для агитбригад Рязанской области в 1962 году было написано сценическое представление «Весенний набат». В 1974 году увидела свет драма Шундика «Сергей Есенин», поставленная драматическими театрами Рязани и Комсомольска-на-Амуре.
В 1966 году Николай Шундик создал и возглавил литературный журнал «Волга», по мнению литературоведов сделав его одним из лучших нестоличных литературных журналов в стране. При Шундике с журналом сотрудничали Маргарита Агашина, Николай Благов, Григорий Боровиков, Павел Бугаенко, Борис Дедюхин, Александр Ерёмин, Владимир Жуков, Григорий Коновалов, Николай Палькин, Евграф Покусаев, Михаил Толкач, Галина Ширяева. Журнал занимал определённые позиции, поддерживая представителей так называемой «русской партии».
В июле 1969 году подписал «письмо одиннадцати» в журнале «Огонёк» под заголовком «Против чего выступает „Новый мир“?»
С 1976 года, став секретарём Союза писателей РСФСР, жил в Москве. В 1979—1981 годах возглавлял издательство «Современник». В 1979 году вышел роман «Белый шаман», в котором автор вновь обратился к чукотской тематике и периоду 1930-х—1940-х годов. Книга имела заметный успех у читателей и в 1982 году была экранизирована режиссёром А. Д. Ниточкиным. В 1982 году писатель опубликовал свой пятый роман «Древний знак». Последний роман писателя, «Свеча на ветру», в 1994 году был опубликован в журнале «Север». В 1990 году подписал «Письмо 74-х» с осуждением сил общественной дестабилизации, шельмования и преследования противников объявленной «демократизации», публикаций «Огонька», «Советской культуры», «Комсомольской правды», «Книжного обозрения», «Московских новостей», «Известий», журналов «Октябрь», «Юность», «Знамя» и др., «русофобии».
Скончался Николай Елисеевич Шундик 16 февраля 1995 года в Москве. Похоронен на Хованском кладбище (Западная терр., уч. 22н).

## Оценки современников
Благодаря своим популярным произведениям о жизни на Крайнем Севере, Николай Елисеевич Шундик, хоть и не являвшийся уроженцем Чукотки и проживший там лишь относительно короткое время, считается одним из создателей (вместе с В. Г. Богоразом, Т. З. Семушкиным) чукотской литературы. Его имя пользуется большим уважением и почётом в том крае, а написанные им в конце 1940-х — начале 1950-х годов «чукотские» очерки и повести, хотя и далеки от художественного совершенства, до сих пор сохранили свое этнографическое и историческое значение. В свою очередь считается, что именно Чукотка сделала из Шундика писателя.
В. Васильев отмечал значительность, конкретный характер творчества Шундика, видел в писателе противника мелких тем, других псевдо-значительных вопросов : «ложной гражданской смелости, интеллектуального тумана и розового оптимизма в литературе». Подчёркивали критики и постоянство Шундика в стремлении говорить о важных в своей злободневности вопросах современности, и роль его произведений в воспитании читателя, в котором писатель видел «союзника и единомышленника в борьбе за наши, коммунистические идеалы». Мнение Васильева поддерживала и Галина Чернова, определявшая незлоречивость, а внимательность писателя в прослеживани судьбы героев своих произведений, в сложном скрещивании их жизненных путей, сплетении противоречий.
Как тонкого лирика и гуманиста характеризовал писателя Николай Рогаль, особо отметивший созданные писателем образы женщин, посвященные им самые лиричные, проникновенные страницы. При том гуманизм, притом всегда активный, действенный, активная общественная позиция, вовлеченность в строительство новой жизни,
были присущи всем героям книг Николая Шундика. Эти же черты отличали и самого автора.
Анализируя характер Шундика, критики отмечали молодой задор в его манере говорить, горячую увлечённость предметом беседы, при том, что в его привычке уходить в себя, сосредоточенности в любых обстоятельствах, в его быстрой походке находили они характерное юношеское и душевно чистое; отмечали и его ум, широкий кругозор, способности к организаторской деятельности, а также «чутьё на талант».
Получал Шундик и весьма критические оценки, по мнению Вольфганга Казака произведения Шундика «тяжеловесны и лишены образности», переполнены длиннотами и патетикой, насыщены «псевдофольклорными элементами».
Но главное, по мнению В. Васильева, всё же в другом: успех произведений Шундика не от оригинальности и необычности отражённого в них жизненного материала, как бы сам собою выведшего автора на большие социальные обобщения, а объясняется «природой его писательского таланта, особенностями характера, составляющими основу его творческой личности».

## Награды
- Государственная премия РСФСР имени М. Горького (1979) — за роман «Белый шаман»[25];
- Два ордена Трудового Красного Знамени[10];
- орден Дружбы народов (16.11.1984)[26][10];
- орден «Знак Почёта»[27].

### Драматургия
- Пьеса «Сигнальный костер» (1955)
- Двенадцать спутников : Драма в 4 д., 8 карт. — Москва : Искусство, 1956. — 95 с., 2 л. ил.
- Пьеса «Золотой парень» (1959)
- Сценическое представление «Весенний набат» (1962),
- Пьеса «Солнечные струны» (1963)
- Пьеса «Одержимая»(1963)
- Сергей Есенин : Драма в 2 д. — Москва : ВААП-Информ, (1979). — 108 с.

## Экранизации
- 1961 — «Двенадцать спутников» — по пьесе «Сигнальный костер» (1955; другое название — «Двенадцать спутников»).
- 1982 — «Белый шаман» — по одноимённому роману.